# 山根弘成
山根 弘成（やまね ひろのり、1989年2月25日 - ）は、日本のWebクリエイター。山口県出身。
ディップ株式会社（2011-）、次世代事業統括部に所属。新規事業立ち上げと学生起業家アクセラレータープログラムの運営に従事。
また、本業の傍らでスタートアップコンサル、ライバーマネジメント、大学ゲスト講師、AI特化アイドル「AIドル」プロデューサー、デザイン会社UIUXディレクター、官公庁系プロジェクト参画等、個人事業主としても活動中。
2016年ユーキャン新語・流行語大賞を受賞「聖地巡礼」（対象サービス：聖地巡礼マップ）。

## 略歴
200の出版社で新卒選考を受けるも、インターネットの世界に心惹かれてディップへ入社。大学4年間はスナックの店長を任され、店舗運営を経験。営業職2年目で年間表彰を受賞、3年目から新規事業立ち上げ部門へ移動。アニメの聖地を探訪できる「聖地巡礼マップ」を皮切りに、beaconアドネットワーク「Social_Ad」、学生限定チーム副業プラットフォーム「ガクセイハンター」の立ち上げとサービス運営を経験。直近は、やりたい業務だけかじって稼ぐミニバイトサービス「BITE - バイト -」の立ち上げ責任者、学生限定のアクセラレータプログラム「ガクセラレーター」の校長として年間100名以上の学生メンタリングを行う。

## 経歴
2011年
愛媛県、松山大学（人文学部 社会学科）を卒業。
『ディップ株式会社』入社。
2年間の営業職を経て、2013年次世代事業準備室(新規事業部門)へ異動
2014年
アニメの聖地を探訪できる「聖地巡礼マップ」を立ち上げる。現サイトオーナー
2016年
beaconアドネットワーク「Social_Ad」の事業化を開始。
「聖地巡礼マップ」が流行語大賞を受賞
2018年
学生限定チーム副業プラットフォーム「ガクセイハンター」リリース。事業責任者
個人事業主開業
2019年
学生限定のアクセラレータプログラム「ガクセラレーター」責任者
副業と転職をリモート体験できるエンジニア限定サービス「Dev.Dev.」立ち上げ ※現在は「お試しキャリア」へ名称変更
2020年
レジだけ、検品だけなど業務の一部で働くミニバイトサービス「BITE-バイト-」責任者
2020年
スマホに声を聞かせるだけで声優の名前と作品がわかるアプリ「ANIVO|アニボ」責任者